# Regione di Qikiqtaaluk
La regione di Qikiqtaaluk (Inuktitut: ᕿᑭᖅᑖᓗᒃ), o anche regione di Baffin, (Qikiqtaaluk in Inuktitut indica proprio l'isola di Baffin) è una delle tre regioni amministrative di Nunavut. Consiste dell'isola di Baffin, delle isole Belcher, dell'isola Akimiski, dell'isola Mansel, dell'isola del Principe Carlo, dell'isola di Bylot, dell'isola di Devon, dell'isola Cornwallis, dell'isola Bathurst, dell'isola di Nova Zembla, di altre isole inferiori, oltre alla penisola di Melville, la parte orientale dell'isola Melville, e la parte settentrionale dell'isola Principe del Galles. Il capoluogo regionale è Iqaluit (7 740 abitanti).
Prima del 1999, la regione esisteva con confini abbastanza simili come Regione di Baffin (Territori del Nord-Ovest).

## Comunità
- Città
  - Iqaluit
- Hamlets
  - Arctic Bay
  - Cape Dorset
  - Clyde River
  - Grise Fiord
  - Hall Beach
  - Iglulik
  - Kimmirut
  - Pangnirtung
  - Pond Inlet
  - Qikiqtarjuaq
  - Resolute
  - Sanikiluaq
- Insediamenti
  - Nanisivik
- Aree non-organizzate
  - Baffin, Unorganized, include:
    - Alert
    - Eureka

## Aree protette
- Auyuittuq National Park
- Bowman Bay Wildlife Sanctuary
- Katannilil
- Kekerten
- Mallikjuak
- Pitsutinu-Tungavik
- Qilalukat
- Quammaarviit
- Rotary Club Day Park
- Santuario degli uccelli migratori dell'Isola di Akimiski
- Parco nazionale Quttinirpaaq
- Parco nazionale Sirmilik
- Sylvia Grinnel
- Twin Islands Wildlife Sanctuary

## Società

### Evoluzione demografica
Censimento 2016
- Popolazione: 18.988
- Evoluzione demografica (2011-2016): +12.1%
- Nuclei familiari: 5 525
- Area (km²): 989879,35 km²
- Densità di popolazione (per km²): 0,019 ab.
- Posizione a livello nazionale (popolazione): 248° su 288
- Posizione a livello territoriale (popolazione): 1° su 3